# SEPA
Єдина зона платежів у євро (ЄЗПЄ; англ. Single Euro Payments Area (SEPA)) — ініціатива Європейської Унії щодо інтеграції платежів для спрощення банківських переказів, деномінованих у євро. Станом на  2025, у SEPA було 40 членів, включаючи 27 держав-членів, чотири держави-члени Європейської асоціації вільної торгівлі (Ісландія, Ліхтенштейн, Норвегія та Швейцарія), а також Сполучене Королівство. Деякі мікродержави беруть участь у технічних схемах: Андорра, Монако, Сан-Марино та Ватикан. До 2025 року Албанія, Молдова, Чорногорія та Північна Македонія були 4 країнами, які вели переговори про вступ до ЄУ і вже були включені до SEPA.
SEPA охоплює переважно звичайні банківські перекази. Методи оплати, які мають додаткові опціональні функції або послуги, такі як платіжні системи за допомогою мобільного телефону або смарт-картки, безпосередньо не охоплюються. Однак, схема миттєвих платежів SEPA також дозволяє використовувати платіжні продукти на смарт-пристроях.

## Мета
Метою SEPA, як було заявлено у 2008 році, було підвищення ефективності транскордонних платежів та перетворення раніше фрагментованих національних ринків платежів у євро на єдиний внутрішній. SEPA дозволить клієнтам здійснювати безготівкові платежі в євро на будь-який рахунок, розташований будь-де в зоні, використовуючи єдиний банківський рахунок та єдиний набір платіжних інструментів. Люди, які мають банківський рахунок у країні єврозони, можуть використовувати його для отримання заробітної плати та здійснення платежів по всій єврозоні, наприклад, коли вони влаштовуються на роботу в новій країні.
Проєкт включає розробку спільних фінансових інструментів, стандартів, процедур та інфраструктури для забезпечення економії за рахунок масштабу. Станом на  2007 р., було оцінено, що це може зменшити загальні витрати європейської економіки на переміщення капіталу по регіону на величину до 2–3% від загального ВВП).
SEPA не охоплює платежі в валютах, відмінних від євро. Це означає, що внутрішні платежі в країнах SEPA, які не використовують євро, продовжуватимуть використовувати місцеві схеми, але транскордонні платежі з країнами єврозони значною мірою використовуватимуть SEPA та євро.
Північні країни (окрім Фінляндії) не використовують євро і не планують його запроваджувати. Ці чотири країни (Швеція, Данія, Норвегія та Ісландія) протягом 2017–2019 років розпочали ініціативи щодо спрощення, швидшого та дешевшого здійснення транскордонних платежів між собою. Однак ці ініціативи не був успішним.

## Схеми
Різні функції, що надаються SEPA, розділені на окремі платіжні схеми.

### Кредитний переказ SEPA
Кредитний переказ SEPA (SCT) дозволяє переказувати кошти з одного банківського рахунку на інший. Правила клірингу SEPA вимагають, щоб платежі, здійснені до кінцевого терміну в робочий день, були зараховані на рахунок одержувача до наступного робочого дня. Схему було запроваджено у січні 2008 року. У лютому 2014 року він замінив національні схеми кредитних переказів, а пізніше зробив використання міжнародного номера банківського рахунку обов'язковим для переказів.

### Миттєвий кредитний переказ SEPA
Миттєвий кредитний переказ SEPA (SCT Inst), також відомий як миттєвий платіж SEPA забезпечує миттєве зарахування коштів отримувачу платежу, при цьому затримка спочатку становить менше десяти секунд, а за виняткових обставин — максимум двадцять секунд. Цю схему було запущено у листопаді 2017 року, і на той час вона діяла для кінцевих клієнтів у восьми країнах єврозони. Станом на 2024 рік не всі банки пропонують своїм клієнтам миттєві перекази; проте у березні 2024 року ЄУ прийняла Регламент про миттєві платежі, який вимагає від усіх банків пропонувати миттєві перекази з січня 2025 року (вхідні перекази) / жовтня 2025 року (вихідні перекази).

### Прямий дебет
Функціональність прямого дебету забезпечується двома окремими схемами. Базова схема, Core SDD, орієнтована в першу чергу на споживачів і була запущена 2 листопада 2009 року. Банки, що пропонують платежі SEPA, зобов'язані брати участь у цій схемі. Друга схема, B2B SDD, орієнтована на бізнес-користувачів. Банки, що пропонують платежі SEPA, не зобов'язані брати участь у цій схемі (участь є необов'язковою). Серед відмінностей щодо Core SDD:
- Це вимагає подання банку доручення як кредитором, так і боржником.
- Це не дозволяє боржнику вимагати відшкодування коштів від свого банку після того, як кошти були списані з його рахунку.

## Покриття
SEPA складається з 40 країн:
- 27 держав-членів, включаючи
  - 20 держав, що входять до єврозони:
    - Австрія, Бельгія, Хорватія, Кіпр, Естонія, Фінляндія, Франція, Німеччина, Греція, Ірландія, Італія, Латвія, Литва, Люксембург, Мальта, Нідерланди, Португалія, Словаччина, Словенія, Іспанія

  - 7 держав, які не входять до єврозони:
    - Болгарія, Чехія, Данія, Угорщина, Польща, Румунія, Швеція
- Чотири держави-члени Європейської асоціації вільної торгівлі
  - три держави, що підписали угоду про Європейський економічний простір:
    - Ісландія, Ліхтенштейн, Норвегія

  - єдиний член ЄАВТ, який не приєднався до ЄЕЗ, але має низку двосторонніх угод з ЄУ:
    - Швейцарія
- Чотири мікродержави, які мають валютні угоди з ЄУ:
  - Андорра,[4] Монако, Сан-Марино, Ватикан.[4][16]
- Чотири країни, які зараз перебувають на етапі переговорів щодо вступу до Європейської Унії:
  - Албанія,[17] Чорногорія,[18] Молдова,[19] Північна Македонія.[20]
- Сполучене Королівство, яке вийшло з Європейської Унії, але бере участь у платіжних схемах SEPA, хоча й з вимогою номера BIC (Swift). 
  - Гібралтар та залежні острови Королівської корони (Гернсі, Джерсі та острів Мен) є частиною SEPA.

Зазвичай усі частини країни є частиною SEPA. Однак, наступні країни мають спеціальні території, які не є частиною SEPA:
- Кіпр: Північний Кіпр виключено.
- Данія: Фарерські острови та Гренландія виключені.
- Франція: Французькі південні та антарктичні землі, Французька Полінезія, Нова Каледонія та острови Уолліс і Футуна виключені. Тим не менш, останні три є частиною SEPA COM Pacifique.
- Нідерланди: Аруба, Карибські Нідерланди, Кюрасао та Сінт-Мартен виключені.
- Норвегія: Шпіцберген та Ян-Маєн виключені.
- Сполучене Королівство: Британські заморські території виключені,[21] за винятком Гібралтару та залежних територій Коронних володінь.

Юрисдикції, що використовують євро, але не входять до SEPA: Акротірі та Декелія, Французькі Південні та Антарктичні Території та Косово.
Юрисдикції в Європі, які формально не належать до SEPA, зазвичай використовують схеми SEPA для міжнародних платежів у євро, особливо до єврозони або з неї, за винятком таких випадків, як стягувані комісії та необхідність використання BIC.

## Збори
SEPA гарантує отримання платежів у євро протягом гарантованого часу, і банкам не дозволяється здійснювати будь-які відрахування з суми переказу, що було запроваджено регламентом 2001 року. Банки та платіжні установи все ще мають можливість стягувати комісію за кредитний переказ у євро на власний вибір, якщо вона стягується однаково з усіх учасників ЄЕЗ, банків чи платіжних установ, як вітчизняних, так і іноземних. Це актуально для країн, які не використовують євро; де внутрішні перекази в євро споживачами є рідкістю,[прояснити], а в цих штатах можуть стягуватися завищені комісії за перекази в євро. Швеція та Данія законодавчо запровадили таку ж плату за перекази в євро, як і за перекази в їхній власній валюті; це означає безкоштовне зняття готівки в євро в банкоматах, але стягує плату за зняття готівки в банкоматах в інших валютах, що використовуються в ЄУ.У регламенті (ЄУ) 924/2009 (Регламент про транскордонні платежі) Європейський парламент постановив, що комісії за транскордонні платежі в євро (до 50 000 євро) між державами-членами ЄУ мають бути такими ж, як і комісії за відповідні платежі в межах держави-члена. Однак Регламент ЄУ поширюється не на всі країни SEPA; найважливішою відмінністю є включення Швейцарії до SEPA, але не ЄУ. Правило однакової ціни застосовується, навіть якщо транзакція надсилається як міжнародна транзакція, а не як транзакція SEPA (що було поширеним явищем до 2008 року, або якщо будь-який банк-учасник не підтримує транзакції SEPA). Регламент 924/2009 не регулює комісії за конвертацію валют, тому комісії за операції, що не в євро, все ще можуть застосовуватися (якщо це не заборонено національним законодавством).

## Історія
У створенні SEPA було дві віхи:
- Загальноєвропейські платіжні інструменти для кредитних переказів розпочали свою діяльність 28 січня 2008 року; прямі дебети та дебетові картки стали доступними у листопаді 2009 року.
- Очікувалося, що до кінця 2010 року всі колишні національні платіжні інфраструктури та платіжні системи будуть повністю конкурувати між собою, що дозволить підвищити ефективність шляхом консолідації та економії на масштабі.

Щодо прямих дебетів, перший етап було пропущено через затримку у впровадженні відповідного законодавства (Директиви про платіжні послуги або PSD) у Європейському парламенті. Прямі дебети стали доступними у листопаді 2009 року, що створило тиск у часі на досягнення другої віхи.Європейська Комісія створила правову основу через Директиву про соціальні послуги (PSD). Комерційні та технічні рамки для платіжних інструментів були розроблені Європейською платіжною радою (EPC), що складається з європейських банків. EPC прагне забезпечити три загальноєвропейські платіжні інструменти:
- Кредитні перекази: SCT – SEPA Credit Transfer
- Прямі дебети: SDD – SEPA Direct Debit. Банки почали пропонувати цю послугу 2 листопада 2009 року.
- Картки: Структура карток SEPA